# Rolf Vollmann
Rolf Vollmann (* 1934 in Treptow an der Rega) ist ein deutscher Autor und Literaturkritiker, der in Tübingen lebt. 

## Leben
Vollmann ging in Kulm an der Weichsel und in Bremen zur Schule. In Marburg, München, Göttingen und Tübingen studierte er unter anderem Germanistik und Philosophie. 1975 veröffentlichte er ein Buch über Jean Paul. 1980 erzählte er Darwins Reise um die Welt als Kinderbuch nach. 1988 erschienen Werke über Arno Schmidt und William Shakespeare. In den 1990er Jahren veröffentlichte er einen Romanführer und einen Roman-Navigator. Neben seinen Büchern verfasste Vollmann Literaturkritiken, die unter anderem in der Zeit und in der FAZ erschienen. 1992 wurde Vollmann mit dem Literaturpreis der Stadt Stuttgart ausgezeichnet. Im Jahr 2011 erhielt er den Ben-Witter-Preis und 2014 ein Stipendium für den Künstlerhof Schreyahn. Er ist Mitglied im PEN-Zentrum Deutschland.

## Shakespeares Arche
Das 1988 in der Reihe Die Andere Bibliothek erschienene Werk enthält neben kurzen Zusammenfassungen der Dramen ein alphabetisches Verzeichnis aller Figuren, die in den Bühnenwerken auftreten. Dabei berücksichtigt Vollmann alle Namen, die er in den verschiedenen Shakespeare-Übersetzungen gefunden hat. Neben den handelnden Personen sind auch wichtige Stichworte und seltene Begriffe alphabetisch einsortiert, wie zum Beispiel die Bestandteile des Hexentranks aus Macbeth.
Shakespeares Arche wurde in gekürzter Form unter dem Titel Who’s Who bei Shakespeare als Taschenbuch veröffentlicht. Seit 2003 liegt eine polnische Übersetzung unter dem Namen Arka Szekspira vor.

## Die wunderbaren Falschmünzer
Das 1997 in der Reihe Die Andere Bibliothek erschienene Werk umfasste ursprünglich zwei Bände, in späteren Auflagen wurden die beiden Bände zusammengefasst. Im Gegensatz zu anderen, von Autorengemeinschaften erstellten Romanführern hatte hier ein einziger Autor jeden besprochenen Roman selbst gelesen. Das Werk, werbewirksam als Romanverführer angepriesen, enthält in Form einer Chronologie Kurzbeschreibungen zu jedem Jahr von 1800 bis 1930. Vollmann bespricht im jeweiligen Jahr erschienene Romane, daneben begrüßt er neugeborene Autoren und verfasst Grabreden. Das Leben und Werk einiger Autoren wird in Parallelbiografien verfolgt.
Bei seinem Erscheinen 1997 wurde das Werk von der Kritik hochgelobt und tauchte als Empfehlung sowohl auf Belletristik-Listen wie der SWR-Bestenliste als auch auf Sachbuch-Listen auf. Dies folgte der Tatsache, dass sich Vollmanns Buch stilistisch stark von üblichen Sachbüchern unterscheidet, wenn er bei der Besprechung der Romane und Romanciers mit Verrissen oder überschwänglichem Lob arbeitet.

## Der Roman-Navigator
Während Vollmann an den Falschmünzern arbeitete, veröffentlichte er in der FAZ ab Juni 1995 eine Serie unter dem Titel Durchs Jahrhundert des Romans. In dieser Serie besprach Vollmann jede Woche einen Roman aus einem Jahr. Er begann mit 1930 und William Faulkners Als ich im Sterben lag und ging dann jede Woche ein Jahr zurück. Ursprünglich sollte die Reihe 1809 mit den Wahlverwandtschaften enden, sie wurde aber bis 1759 und Leben und Ansichten von Tristram Shandy, Gentleman fortgesetzt.
Für die Buchausgabe wurde die Reihe dann von Vollmann noch in die andere Richtung ergänzt, sie beginnt 1959 mit der Blechtrommel. Damit umfasst das Buch entgegen dem Titel der FAZ-Serie zwei Jahrhunderte.

## Werke (Auswahl)
- Das Tolle neben dem Schönen, Jean Paul. Ein biographischer Essay. Wunderlich Verlag, Tübingen 1975, ISBN 3-8052-0251-2 (auch: (= dtv 12829). Deutscher Taschenbuch-Verlag, München 2000, ISBN 3-423-12829-1).
- Winter-Wanderschaft. Mit zwei Essays über Karl Baedeker und Ferdinand Gregorovius. Wunderlich Verlag, Tübingen 1977, ISBN 3-8052-0288-1.
- Die Reise um die Welt. Darwin nachgereist. Briefe an die Kinder daheim. Beltz & Gelberg, Weinheim u. a. 1980, ISBN 3-407-80303-6 (auch: Reise um die Welt. Briefe an die Kinder daheim. Hanser, München u. a. 2002, ISBN 3-446-20124-6).
- Im Lande Kolderups unter den Laubengängen der Eider. Eine Reise auf den Spuren von Arno Schmidt und Jules Verne. Heliopolis, Tübingen 1988, ISBN 3-87324-075-0.
- Shakespeares Arche. A – Z. Ein Alphabet von Mord und Schönheit (= Die Andere Bibliothek. Bd. 45). Greno, Nördlingen 1988, ISBN 3-89190-245-X (Erfolgsausgabe. Eichborn, Frankfurt am Main 1990, ISBN 3-8218-4407-8; Erfolgsausgabe, 2. Auflage. ebenda 1997, ISBN 3-8218-4466-3).
- Die wunderbaren Falschmünzer. Ein Roman-Verführer. 2 Bände. Eichborn, Frankfurt am Main 1997, ISBN 3-8218-4147-8 (Neuausgabe. ebenda 2004, ISBN 3-8218-4462-0 und 2020, ISBN 978-3-8477-2029-4).
- Der Roman-Navigator. Zweihundert Lieblingsromane von „Der Blechtrommel“ bis „Tristram Shandy“. Eichborn, Frankfurt am Main 1998, ISBN 3-8218-0575-7 (Genehmigte Taschenbuchausgabe. (= Goldmann 72373 btb). Goldmann, München 2000, ISBN 3-442-72373-6).
- Akazie und Orion. Streifzüge durch die Romanlandschaften Claude Simons. DuMont, Köln 2004, ISBN 3-8321-7880-5.
- Der Dürer-Verführer oder Die Kunst, sich zu vertiefen. (Hundert Weltbetrachtungen anhand von Dürers Kupferstichen). 2 Bände. Albrecht Knaus, München 2011, ISBN 978-3-8135-0437-8.
- Frauenkatalog 1200, in zehn Bildern. Die andere Bibliothek, Berlin 2020, ISBN 978-3-8477-0423-2

Artikel
- Insel der lächelnden Armut. In: Geo-Magazin. Hamburg 1980,10, S. 64–84.  Erlebnisbericht: Mauritius, auf dieser Insel ist das Zuckerrohr allgegenwärtig, das durch Kolonisatoren eingeführt wurde. Dennoch fand der Autor eine kleine Welt zum Tagträumen.    ISSN 0342-8311